# Pintassilgo-de-gravata
O Pintassilgo-de-gravata (Spinus barbatus ou Carduelis barbata) é uma ave da família Fringillidae que pode ser encontrado desde o Chile até a ilha grande da Terra do Fogo.

## Descrição
O pintassilgo-de-gravata (Spinus barbatus) tem um comprimento médio de 13 cm. O macho tem o alto da cabeça e a garganta negras. As penas das asas são pretas com uma faixa amarela e as da cauda são pretas com bordas amarelas. O pescoço e o dorso são amarelo-esverdeado, o peito e o ventre amarelo intenso. O bico é grosso e cinzento. A fêmea não possui a cor preta do macho e existem duas fases de plumagem, amarelo e cinza, mas em ambas as partes inferiores são geralmente acinzentadas. Os juvenis parecem-se com as fêmeas mas com cores mais baças.
É muito parecido com o lugre (carduelis spinus) mas maior e com o bico mais grosso.

## Distribuição
Ocupa uma faixa da região andina, no Chile desde a Região de Atacama até à Terra do Fogo e na Argentina desde Neuquén até à Terra do Fogo.  Presente também nas Ilhas Malvinas.

## Habitat
O pintassilgo-de-gravata encontra-se desde a zona costeira até aos 1500m, nos bosques, campos cultivados, hortas, jardins.  Prefere os bosques de coníferas sobretudo de pinheiros, araucárias chilenas ou  Austrocedrus chilensis, mas também habita as florestas de faias antárticas (Nothofagus), os bosques abertos, os matagais, as zonas de arbustos e de plantas herbáceas em terrenos mais ou menos escarpados. Como é um pássaro pouco temeroso é frequente também em zonas povoadas. No Verão vive em pequenos grupos de 10 ou 20 indivíduos, mas no Inverno vêm-se com frequência bandos ruidosos de 50 ou mais pássaros.
Nas ilhas Malvinas habita bosques, terrenos arborizados, matagais em especial de tojo e campos de erva tussok (Poa flabellata). A plantação de árvores e arbustos perto dos povoados veio ajudar no crescimento da espécie, mas a diminuição em cerca de 80% da erva tussok, devido à pastorícia, veio provocar uma redução na população de pintassilgos-de-gravata nestas ilhas.

## Alimentação
Alimenta-se principalmente de sementes, em particular das de cardo, mas também consome pequenos insectos da ordem dos diptera (larvas) e da subordem dos Homoptera (Psyllidae e Aphididae  - pulgões). Da sua dieta fazem parte também sementes de árvores como a araucária, o pinheiro, a faia antártica,  a  Maytenus boaria, de plantas  das famílias das Asteraceae (dente-de-leão, Anthemis), das Brassicaceae (camelina , sisymbrium ), das Chenopodiaceae (chenopodium ), e das Solanaceae (solanum ). Segundo fotos de Ottaviani (2011) alimenta-se ainda de gomos de plantas, sementes de salgueiro, de bétula, de sedum, de tasneirinha, de rumex, de giesta, de chiliotrichum diffusum e de Lepidium draba.

## Nidificação

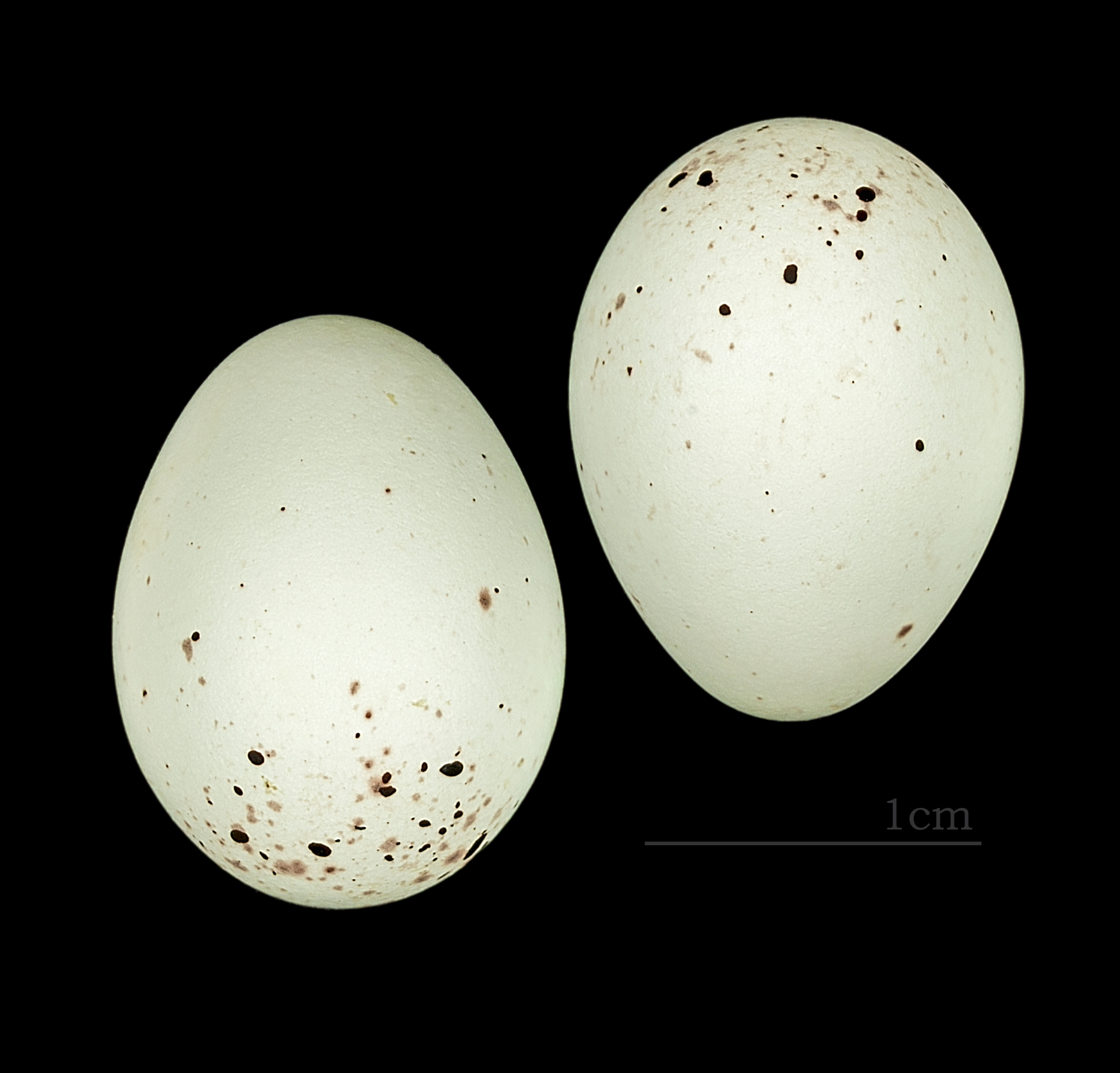
Pintassilgo-de-gravata MHNT

O período de reprodução dura de Setembro a Dezembro, sendo possíveis até 3 posturas. A fêmea constrói o ninho no ramo de uma árvore, a pouca altura, num arbusto ou no solo no meio de um tufo de erva tussok. O ninho em forma de taça é feito com pauzinhos, fibras vegetais, musgo e forrado com penas e pêlos. A fêmea põe 3 a 5 ovos  azul-clarinho com pintas castanho-claro, que incuba sozinha durante 12 a 13 dias. Depois de nascerem as crias são alimentadas pela mãe com insectos, durante a primeira semana. Em seguida, o macho ajuda na alimentação dos passarinhos que deixam o ninho ao fim de 15 dias.

## Taxonomia
Foi descoberto por Molina, em 1782, na região de Valparaíso, Chile tendo-lhe dado o nome de Fringilla barbata.
Sem subespecies.

## Filogenia
Obtida por Antonio Arnaiz-Villena et al.